# Emām Darreh
Emām Darreh (persiska: امام درّه) är en ort i Iran.   Den ligger i provinsen Nordkhorasan, i den nordöstra delen av landet, 500 km nordost om huvudstaden Teheran. Emām Darreh ligger 949 meter över havet och antalet invånare är 210.
Terrängen runt Emām Darreh är huvudsakligen kuperad. Emām Darreh ligger nere i en dal. Runt Emām Darreh är det ganska glesbefolkat, med 27 invånare per kvadratkilometer. Närmaste större samhälle är Amānlī, 5,5 km sydväst om Emām Darreh. Trakten runt Emām Darreh består i huvudsak av gräsmarker.